# رنگین‌تابی

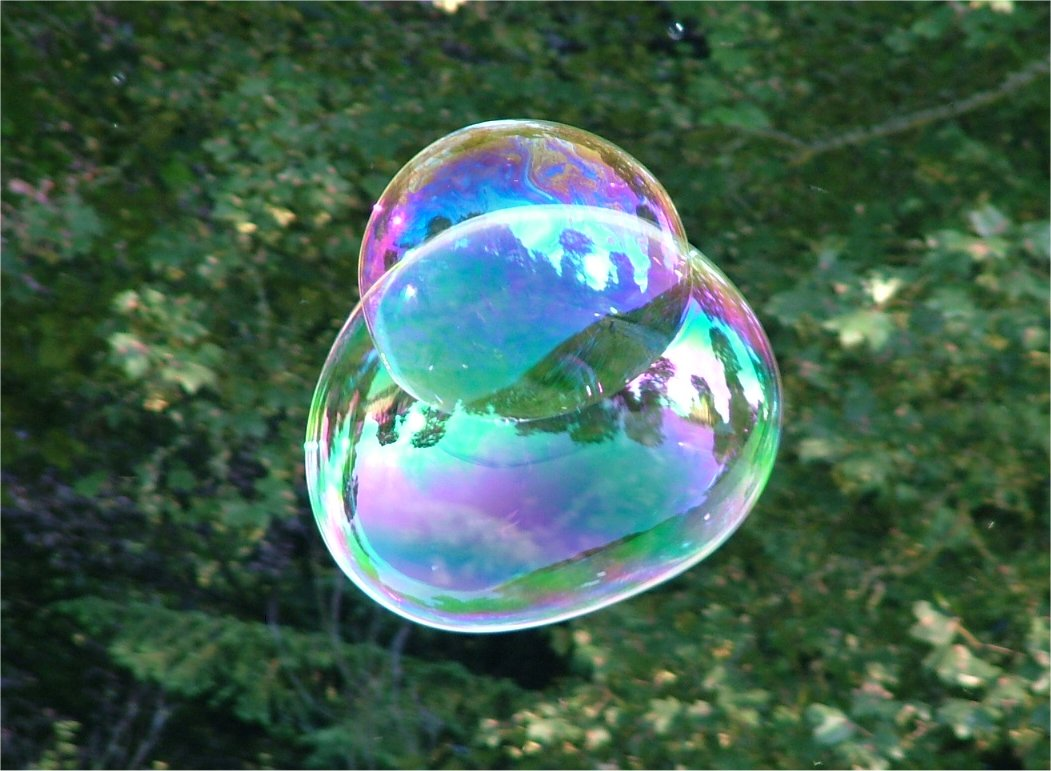
رنگین‌تابی یک حباب صابون.

رنگین‌تابی (Iridescence) خاصیت سطوح مشخصی است که به نظر می‌رسد با تغییر زاویه دید یا زاویه نوردهی، تغییر رنگ می‌دهند. به عنوان نمونه‌هایی از پدیده رنگین‌تابی می‌توان به حباب صابون، بال پروانه و چشم گربه اشاره کرد. انسان‌ها به‌طور معمول، این پدیده را به عنوان پدیده‌ای «زیبا» تجربه می‌کنند.
علت پدید آمدن رنگین‌تابی، شکست‌های چندگانه نور در ماده شفاف یا نیمه‌شفاف است.
در برخی سنگ‌ها پدیده رنگین‌تابی بازی رنگ‌های نور در کانی است که در نتیجه پراکندگی و تداخل پرتوهای بازتاب‌یافته در امتداد شکاف‌ها و سایر ناهمگونی‌ها و عیوب در شبکه بلوری به‌وجود می‌آید. در جواهرات مصنوعی این پدیده را با ایجاد ترک‌های ریز در نگین به‌وجود می‌آورند.